# Варшавски университет
Варшавският университет (на полски: Uniwersytet Warszawski) е най-големият университет в Полша.
В него работят над 5 хил. преподаватели и следват над 50 хил. студенти. Университетът предлага обучение в 37 научни области.

## Университетът в наши дни
Днес Варшавският университет е най-големият и един от двата най-добри университета в Полша. От март 2018 г. университетът е част от Асоциацията 4 EU+ и има статус на европейски университет, придобит след конкурс обявен от Европейската комисия. През октомври 2019 г. печели конкурса в програмата „Инициатива за съвършенство – Изследователски университет“, организиран от Министерство на науката и висшето образование.

През 2016 г. университетът заема трето място в Южна и Източна Европа и 96. място в света в ранкинга за изгряващи звезди на науката Index Rising Stars. В международния ранкинг ARWU, наричан шанхайски ранкинг през 2017 г. Варшавският университет се нарежда сред първите 301 – 400 (най-висока позиция от всички полски висши училища), в ранкинга QS World University Rankings през 2018 г. заема позиция между 411 – 420. В шанхайския ранкинг по направления през 2018 г. са класирани 10 от дисциплините водени във Варшавския университет. Най-високо са оценени (на места между 51. и 75. В световна скала) математика и физика.

В ранкинга на висшите училища „Перспектива“ Варшавският университет всяка година заема едно от първите две места в страната.

Научните работници в университета са получили 14 от 28 финансирания на полски проекти, предоставяни в най-престижните европейски конкурси за изследователи като конкурса на Европейския съвет за научни изследвания (European Research Council). През 2016 г. европейската комисия присъжда на Университета отличието HR Excellence in Research.

Варшавският университет е дал началото на няколко други висши училища. През 1950 г. на мястото на закритите Лекарски факултет и фармацевтичен факултет есе създава Медицинска академия във Варшава (днес Варшавски медицински университет). През 1952 г. Факултетът по ветеринарна медицина също престава да бъде част от варшавския университет и е присъединен към Университета по селско стопанство във Варшава (Szkoła Główna Gospodarstwa Wiejskiego w Warszawie). През 1954 г. от Факултетите о теология на Варшавския университет и на Ягелонския университет е създадена Академията по католическа теология (днес Университет „Кардинал Стефан Вишински“ във Варшава). През 1997 г. филиалът на Варшавския университет в Бялисток се трансформира в Университет в Бялисток.

## История
Кралски варшавски университет (1816 – 1831)
През ноември 1816 г. Станислав Костка Потоцки, председател на Комисията по вероизповедания и обществено образование, и Станислав Сташиц представят на император Александър I проект за създаване на Кралски университет във Варшава. Императорът се оказва благосклонен и приема инициативата. Университетът е създаден чрез обединяване на две училища, основани по време на Варшавското херцогство: Училището по право и административни науки (основано през 1808 г.) и Лекарското училище, наричано Академичен лекарски факултет (основано през 1809 г.). След преобразуването си университетът има 5 факултета:

Право и административни науки, който се състои от 9 катедри. Във факултета работят и Ян Винценти Бандтке, Вацлав Александър Мачейовски и Фридерик Скарбек.

Лекарски науки, състоящ се от 10 катедри. Във факултета работят Анджей Франчишек Ксаверий, Емилиан Клеменс Новицки и Ян Богумил Фрейер.

Философски, създаден през 1817 г. Един от преподавателите в този факултет е Адам Забелевич.

Теологически, който се състои от 6 катедри. В този факултет работи и първият ректор на Варшавския университет – Войчех Швейковски.

Изобразителни науки и изкуства – първият почетен декан и професор в периода 1816 – 1818 г. е известният художник Марчело Бачарели. Към този факулте функционира Институт по музика и декламация. През 1826 г. факултетът по музика на университета се трансформира в Главно музикално училище (където учи и Фредерик Шопен).

През 1830 император Николай I преименува университета на Кралско-Александровски университет, за да почете по този начин паметта на своя брат Александър I (починал през 1825). След потушаването на ноемврийското въстание, в което вземат участие много студенти, университетът е ликвидиран.

### След ноемврийското въстание (1831 – 1869)
След потушаване на въстанието започват репресии, които включват ликвидиране на полското висше образование. По-голямата част от библиотеката, научните трудове и художествените ценности на университета са откарани в Петербург. През 1857 г. във Варшава е открита Медицинско-хирургическа академия, която се състои от два факултета (лекарски и фармацевтичен). През 1862 академията става част от Главно варшавско училище (Варшавская Главная Школа). Има четири факултета: (1) Право и администрация, (2) Филологическо-исторически, (3) Математико-физически и (4) Лекарски, а негов ректор е Юзеф Мяновски. Училището е закрито скоро след потушаване на януарското въстание (1869 г.).

### Cesarski Uniwersytet Warszawski (1870 – 1915)
През 1870 г. на мястото на ликвидираното Главно училище е създаден Царски варшавски университет (Императорский Варшавский Университет), в който се преподава на руски език. По време на Първата световна война университетът е преместен в Ростов на Дон (1915 г.), където функционира до края на 1917 г. като „Царски варшавски университет в град Ростов на Дон“ (Императорский Варшавский Университет в г. Ростове-на-Дону). По-късно с решение на Временното правителство е трансформиран в Донски университет.

### В периода наВтората полска република(1915 – 1939)
През есента 1915 г. генерал Ханс фон Безелер открива полскоезичен Варшавски университет. През 1920 г. е създаден Факултет по евангелска теология. В началото на тридесетте години университетът става най-голямото полско висше училище – в него работят 250 професори и доценти и се обучават 10 000 студенти. След смъртта на Юзеф Пилсудски през 1935 г. сенатът на университета променя името му на Университет „Юзеф Пилсудски“ във Варшава.

През ноември 1936 г. студентите, ръководени от „Общополска младеж“ (Młodzież Wszechpolską) окупират университетските сгради с искане да бъдат понижени таксите за обучение и за скамейки гето (на полски getto ławkowe) за евреите. През октомври 1937 г. ректорът Влоджимеж Антоневич издава заповед за въвеждане в университета на скамейки гето, т.е. задължаваща студентите с еврейски произход да заемат определени места в учебните зали. През учебната 1938/39 г. във Факултетите по фармация и ветеринарна медицина не са били приемани евреи.

### В периода Втората световна война
По време на окупацията полските университети за затворени. Библиотечният фонд и оборудването на повечето зали на Варшавския университет са откарани в Германия, а голяма част от университетските сгради са превърнати в казарми за жандармерията. Въпреки забраните на окупатора и заплахите за смъртно наказание, много от преподавателите водят занятия със студентите в частни жилища. По този начин се създава разширена мрежа за тайно обучение, представляваща част от полското съпротивително движение. През 1944 г. в занятията участват ок. 300 научни работници и 3500 студенти.
Повечето от студентите същевременно са и нелегални войници. По време на войната загиват 63 професори на Варшавския университет. От инфраструктурата на университета са унищожени 60%, а от библиотечни фонд 70 – 80%.
По време на варшавското въстание комплексът от университетски сгради е бил важна точка на немския отпор в централната част на града. Войниците от групата „Крибар“ (Krybar) на Армия Крайова на три пъти опитват да го превземат, но всички атаки завършват с неуспех.

### Варшавският университет в периода 1945 – 1989
След войната на университета е върнато предишното му наименование – Варшавски университет. През декември 1945 г. обучението си започват 4000 студенти. Със заповед на Министерския съвет на 24 октомври 1949 г. са закрити факултетите: Лекарски и Фармацевтичен и на тяхно място е създадена Лекарска академия (по-късно Медицинска академия). През 1950 г. Факултетът по хуманитаристика е разделен на три отделни факултета: Философско-обществен, Исторически и филологически. От 1952 г. Ветеринарния факултет престава да бъде част от университета. През 1954 г. са закрити Факултета по евангелска теология и Факултета по католическа теология, които са трансформирани съответно в Академия по християнска теология и Академия по католическа теология.

В периода на Полската народна република университетът е важен опозиционен център. През 50. Години на XX век по политически причини от занятия са отстранени Владислав Татаркевич, Станислав Оссовски и Мария Оссовска. През октомври 1966 г. Лешек Колаковски изнася във Варшавския университет лекция на тема „развоят на полската култура през последното десетилетие“, заради която е изхвърлен от Полската обединена работническа партия. През март 1968 г. в университета се провеждат масови студентски демонстрации. От университета са отстранени Стефан Жулкевски, Зигмунт Бауман, Лешек Колаковски, Бронислав Бачко и Мария Хиршович.

През 1980 г. е създаден Музей на Варшавския университет, който първоначално се е помещавал в Палац Кажимежовски. През същата година ректор на университета става Хенрик Самсонович, който две години след това, по време на военното положение, комунистическата власт отстранява от длъжност. През същия период са интернирани Анджей Богуславски, Клеменс Шанявски, доц. д-р Йоанна Мантел-Нечко, доц. д-р Ядвига Пузинина и доц. д-р Ханна Швида-Жемба. През 1984 г. министър Бенон Мишкевич блокира избора за лектор на Клеменс Шанявски.

### Варшавският университет след 1989 г.
През 1994 – 1998 г. е изградена нова сграда на Университетската библиотека. Тя е тържествено открита през 1999 г. След присъединяването на Полша към Европейския съюз Университетът получава значителни средства за инвестиции от структурните фондове на ЕС. Изградени са Център за биологично-химически науки, Центъра за нови технологии, първата част от сградата на факултетите по лингвистика.

През 2016 г. Варшавският университет отбелязва своята 200. годишнина. Юбилеят преминава под лозунга „Две столетия. Добро начало“. През цялата юбилейна година се провеждат тържествени концерти, конференции, срещи, изложби.

В периода 2016 – 2025 г. университетът реализира комплексна програма за промяна, чиято цел е:

1. развитие на интердисциплинарните начинания
2. по-висока интернационализация на университета
3. развитие на програмата за образование през целия живот
4. развитие на академичното предприемачество
5. подкрепа на иновативните форми на обучение
6. подобряване на качеството на обществения живот[20].

През 2018 ректорите на Варшавския университет и на Варшавския медицински университет подписват писмо за намерение относно създаване на федерация. Двете учебни заведения планират да провеждат общо определен кръг изследвания, да имат някои общи специалности, общи занятия и общо обучение на докторантите. Предвидено е федерацията да започне дейността си през 2020.

През март 2020 г. ректорът на Варшавския университет Марчин Палис затваря университета за всички студенти, служители и преподаватели за периода от 10 март до 14 април, във връзка със световната пандемия от SARS-CoV-2.

## Факултети
Към 2017 година университетът има 21 факултета.
- Факултет „Артес Либератес“ (Wydział „Artes Liberales“)
- Факултет по биология (Wydział Biologii)
- Факултет по химия (Wydział Chemii)
- Факултет по журналистика, информация и библиология (Wydział Dziennikarstwa, Informacji i Bibliologii)
- Факултет по философия и социология (Wydział Filozofii i Socjologii)
- Факултет по физика (Wydział Fizyki)
- Факултет по география и регионални изследвания (Wydział Geografii i Studiów Regionalnych)
- Факултет по геология (Wydział Geologii)
- Исторически факултет (Wydział Historyczny)
- Факултет по приложна лингвистика (Wydział Lingwistyki Stosowanej)
- Факултет по математика, информатика и механика (Wydział Matematyki, Informatyki i Mechaniki)
- Факултет по икономически науки (Wydział Nauk Ekonomicznych)
- Факултет по политически науки и международни изследвания (Wydział Nauk Politycznych i Studiów Międzynarodowych)
- Факултет по нови филологии (Wydział Neofilologii)
- Ориенталистичен факултет (Wydział Orientalistyczny)
- Педагогически факултет (Wydział Pedagogiczny)
- Факултет по полонистика (Wydział Polonistyki)
- Факултет по право и администрация (Wydział Prawa i Administracji)
- Факултет по психология (Wydział Psychologii)
- Факултет по приложни сициални науки и ресоциализация (Wydział Stosowanych Nauk Społecznych i Resocjalizacji)
- Факултет по мениджмънт (Wydział Zarządzania)

## Галерия
- Институт по полонистика
- Auditorium Maximum
- Биологически факултет
- Факултет по приложна лингвистика
- Факултет по физика
- Факултет по мениджмънт
- Център за биохимични изследвания
- Централна университетска библиотека

## Звена

### Учебни и научни звена
Дидактични звена
- Звена провеждащи изследователски програми
  - Kolegium Międzyobszarowych Indywidualnych Studiów Humanistycznych i Społecznych
  - Kolegium Międzywydziałowych Indywidualnych Studiów Matematyczno-Przyrodniczych
  - Międzywydziałowe Studia Ochrony Środowiska
  - Centrum Kształcenia Nauczycieli Języków Obcych i Edukacji Europejskiej
- Звена провеждащи учебни занятия, лекции, семинари, курсове, обучения
  - Uniwersytet Otwarty
  - Studium Wychowania Fizycznego i Sportu
  - Szkoła Języków Obcych
  - Katedra Erazma z Rotterdamu
  - Katedra im. Tadeusza Mazowieckiego

Научни звена
- Хуманитарни и социални науки
  - Instytut Studiów Społecznych im. prof. Roberta Zajonca
  - Ośrodek Badań nad Migracjami
  - Centrum Archeologii Śródziemnomorskiej im. prof. Kazimierza Michałowskiego
  - Ośrodek Badań nad Antykiem Europy Południowo-Wschodniej
  - Katedry UNESCO: Trwałego rozwoju oraz ds. Kobiet, Społeczeństwa i Rozwoju.
  - Ośrodek Kultury Francuskiej i Studiów Frankofońskich
  - Digital Economy Lab
  - Laboratorium Cyfrowe Humanistyki
- Точни и природни науки
  - Centrum Nowych Technologii
  - Centrum Nauk Biologiczno-Chemicznych
  - Środowiskowe Laboratorium Ciężkich Jonów
  - Interdyscyplinarne Centrum Modelowania Matematycznego i Komputerowego
- Звена провеждащи експертна дейност
  - Centrum Nauk Sądowych
  - Ośrodek Analiz Politologicznych

Дидактично-научни звена
- Centrum Europejskie
- Centrum Studiów Samorządu Terytorialnego i Rozwoju Lokalnego
- Instytut Ameryk i Europy
- Uniwersyteckie Centrum Badań nad Środowiskiem Przyrodniczym i Zrównoważonym Rozwojem

Помощни звена на дидактичната и изследователската дейност
- Centrum Otwartej i Multimedialnej Edukacji
- Uniwersytecki Ośrodek Transferu Technologii

### Други
- Biblioteka Uniwersytecka w Warszawie
- Uniwersyteckie Centrum Wolontariatu
- Wydawnictwa UW
- Zakład graficzny UW
- Archiwum UW
- Muzeum UW
- Towarzystwo Przyjaciół UW
- Chór Akademicki UW
- Teatr Hybrydy UW
- Zespół Pieśni i Tańca UW „Warszawianka“